# Itame amboflava
Itame amboflava är en fjärilsart som beskrevs av Ferguson 1953. Itame amboflava ingår i släktet Itame och familjen mätare. Inga underarter finns listade i Catalogue of Life.